# Iain Paterson
Iain Paterson (* 1973) ist ein schottischer Opern- und Konzertsänger (Bassbariton).

## Leben
Iain Paterson wuchs in Glasgow auf und studierte Gesang und Violine an der Royal Scottish Academy of Music and Drama. Für vier Jahre sang er im Chor der Opera North, bevor er 2007 sein Debüt mit der Rolle des Fasolt bei den Salzburger Osterfestspielen unter der Leitung von Sir Simon Rattle feierte.
Die Rolle des Gunther (Götterdämmerung) sang Paterson bereits an der Metropolitan Opera, New York, der Paris Opéra und der Bayerischen Staatsoper. Bei den Salzburger Festspielen sang er neben dem Fasolt auch Jochanaan (Salome). Bei den Bayreuther Festspielen debütierte Paterson 2015 als Kurwenal (Tristan und Isolde) und sang 2016/17 zudem die Partie des Wotan (Das Rheingold). Weitere Engagements führten ihn unter anderem an die English National Opera, an die Mailänder Scala, die Berliner Staatsoper, zudem an das Royal Opera House Covent Garden, die Houston Grand Opera, die Wiener Staatsoper, die Oper Leipzig sowie an die Bayreuther Festspiele.
Bei Konzerten hat Iain Paterson unter anderem den Hans Sachs in den Meistersingern von Nürnberg mit dem Hallé-Orchester gesungen, außerdem den Wotan unter der musikalischen Leitung von Daniel Barenboim bei den BBC Proms und Beethovens Neunte mit dem Los Angeles Philharmonic Orchestra, dem Cleveland Orchestra, dem Hallé-Orchester, dem BBC Symphony und dem BBC Philharmonic Orchestra.

## Repertoire
- Benjamin Britten: Peter Grimes – Captain Balstrode
- Charles Gounod: Faust – Méphistophélès
- Leoš Janáček: Das schlaue Füchslein – Der Förster
- Wolfgang Amadeus Mozart: Don Giovanni – Don Giovanni
- Richard Strauss: Arabella – Graf Lamoral
- Richard Strauss: Daphne – Peneois
- Richard Strauss: Elektra – Orest
- Richard Strauss: Salome – Erster Nazarener
- Richard Strauss: Salome – Jochanaan
- Giuseppe Verdi: Rigoletto – Graf von Monterone
- Richard Wagner: Der Fliegende Holländer – Der Fliegende Holländer
- Richard Wagner: Götterdämmerung – Gunther
- Richard Wagner: Die Meistersinger von Nürnberg – Hans Sachs
- Richard Wagner: Parsifal – Amfortas
- Richard Wagner: Das Rheingold – Fasolt
- Richard Wagner: Das Rheingold – Wotan
- Richard Wagner: Siegfried – Der Wanderer
- Richard Wagner: Tristan und Isolde – Kurwenal
- Richard Wagner: Die Walküre – Wotan
- Ryan Wigglesworth: The Winter's Tale – Leontes, König von Sizilien